# Вакцинація проти COVID-19 у Мексиці

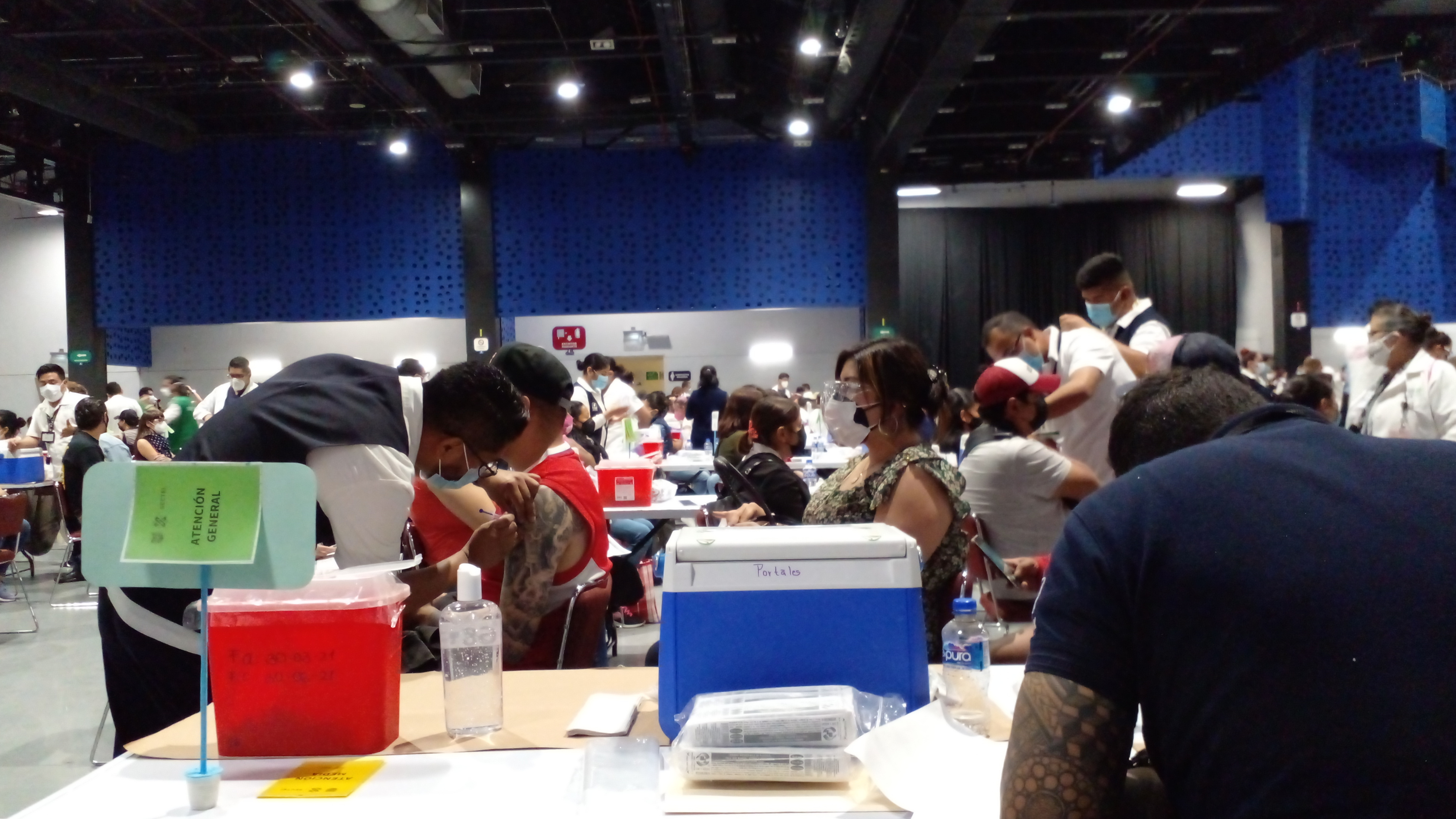
Вакцинація працівників освіти у Мехіко

Вакцинація проти COVID-19 у  Мексиці— це кампанія масової імунізації населення Мексики проти COVID-19 під час пандемії коронавірусної хвороби.

## Передумови
Станом на 25 вересня 2021 року в Мексиці загалом було введено 97523789 доз вакцини (74,87 дози вакцини на 100 осіб), причому 54275054 жителі країни отримали принаймні одну дозу, а 43248659 жителів країни були повністю вакциновані. Мексика закупила 310,8 мільйона доз вакцин, які охоплюють 141,2 % її населення.
Повідомлялося, що заможні мексиканці їздили до сусідніх Сполучених Штатів Америки, щоб отримати щеплення. У березні 2021 року Білий дім оголосив, що 4 мільйони доз вакцин проти COVID-19, виготовлених у Сполучених Штатах, будуть відправлені до Мексики.
В опитуванні, проведеному в березні 2021 року, 52 % мексиканців заявили, що готові зробити щеплення від COVID-19, 20 % сказали, що не впевнені, а 28 % сказали, що не будуть робити щеплення.
20 квітня 2021 року президент країни Андрес Мануель Лопес Обрадор показав, як отримав вакцину AstraZeneca.

### Національний план вакцинації
Національний план вакцинації проти COVID-19 у Мексиці був складений таким чином:
- Грудень 2020 — лютий 2021: медичні працівники, які безпосередньо стикаються з COVID-19
- Лютий — квітень 2021 : інші медичні працівники та особи старші 60 років
- Квітень — травень 2021 : Особи 50-59 років
- Травень — червень 2021 : Особи 40-49 років
- Червень 2021 — Березень 2022 : Особи 18-39 років
- Листопад 2021 — квітень 2022 : Особи 15-17 років[10]
- Грудень 2021 — травень 2022 : Особи 12-14 років
- Червень 2022 року — жовтень 2022 року: особи 5-11 років і особи, які втратили вакцинацію.[11] (діти до 5 років звільняються від вакцинації)

Деякі мексиканські штати дозволили працівникам продуктових магазинів, службам швидкої допомоги та вчителям робити щеплення приблизно навесні 2021 року.

### Використання вакцин
Мексика закупила 79,4 мільйона доз вакцини Oxford—AstraZeneca, 35 мільйонів доз вакцини CureVac, 22 мільйони доз вакцини Johnson & Johnson, 39 мільйонів доз вакцини Moderna, 10 мільйонів доз вакцини Novavax, 34,4 мільйонів доз вакцини Pfizer—BioNTech, 24 мільйона доз вакцини «Спутник V», 35 мільйонів доз Convidecia, 12 мільйонів доз вакцини Sinopharm BIBP і 20 мільйонів доз «Коронавак». 3305 тисяч доз вакцини Oxford—AstraZeneca було доставлено через механізм COVAX, глобальну ініціативу, спрямовану на справедливий розподіл вакцин проти COVID-19. Крім того, США відправили до Мексики 2,5 мільйона доз вакцини Oxford—AstraZeneca.
Наступні вакцини схвалені урядом Мексики для використання проти COVID-19 (дата схвалення в дужках):
| Вакцина            | Схвалення      | Введення       |
| ------------------ | -------------- | -------------- |
| Pfizer–BioNTech    | 11 грудня 2020 | 24 грудня 2020 |
| Oxford–AstraZeneca | 4 січня 2021   | Так            |
| Convidecia         | 8 лютого 2021  | Так            |
| Спутник V          | 9 лютого 2021  | Так            |
| Коронавак          | 9 лютого 2021  | Так            |
| Коваксин           | 6 квітня 2021  | ще ні          |
| Janssen            | 27 травня2021  | 17 червня 2021 |
| Moderna            | 17 серпня 2021 | Так            |
| Sinopharm BIBP     | 27 серпня 2021 | Так            |
| ABDALA             | 28 грудня 2021 | ще ні          |

### Вакцини на стадії досліджень
| Вакцина     | Тип (технологія) | I фаза   | II фаза  | III фаза |
| ----------- | ---------------- | -------- | -------- | -------- |
| Novavax     | Субодинична      | виконано | виконано | виконано |
| GRAd-COV2   | Вірусний вектор  | виконано | виконано | триває   |
| Patria      | Вірусний вектор  | виконано | триває   | ще ні    |
| Quivax 17.4 |                  | триває   | ще ні    | ще ні    |

## Виробництво та розповсюдження вакцин у Мексиці
Міністр закордонних справ Мексики Марсело Ебрард оприлюднив деталі угоди між урядом Мексики та Аргентини, фармацевтичною компанією AstraZeneca та фондом Карлоса Сліма щодо виробництва та розповсюдження вакцини, розробленої AstraZeneca та Оксфордським університетом. Згідно стратегії розповсюдження вакцини в Латинській Америці, продукт, виготовлений в аргентинській лабораторії «mAbxience», буде передано на мексиканські потужності лабораторії «Liomont», яка відповідатиме за завершення процесу стабілізації, виробництва та пакування вакцини. Вакцина проти COVID-19 від фармацевтичної компанії «CanSino Biologics» буде упакована в Керетаро після того, як компанія попросить у регуляторного агентства Мексики дозвіл на екстрене використання своєї вакцини.